# Талан Роман Сергійович
Рома́н Сергі́йович Тала́н (*4 лютого 1984, Дніпропетровськ, Україна) — український фігурист, що виступає у парному спортивному фігурному катанні в парі з Катериною Костенко, разом з якою є чемпіоном з фігурного катання України 2009 року), учасник Чемпіонатів Європи з фігурного катання (найкраще досягнення — 13-та позиція 2008 року). 

## Кар'єра
Першою партнеркою, з якою Роман почав виступати на міжнародних (юніорських) турнірах була Юлія Горєєва. Вони двічі брали участь у юніорських першостях світу з фігурного разу, втім в обох випадках були поза чільною десяткою.
Починаючи від сезону 2007/2008 Роман Талан виступає в парі з Катериною Костенко. Вони виграли Чемпіонат України з фігурного катання 2009 року за відсутності найсильнішої української спортивної пари Тетяна Волосожар/Станіслав Морозов. 
Завдяки успіхам і високим місцям останньої увійшли до збірної України в олімпійському турнірі з фігурного катання 2010 року. Попри те, що на олімпійському турнірі спортивних пар пара Костенко/Талан майже на 20 балів покращили свій персоналіст (найкращий особистий показник) у довільній, а відтак і загальний (за результатами обох програм), вони зайняли тільки 20-ту (останню) позицію (після виконання короткої були не передостанній сходинці турніру).

## Спортивні досягнення
(з Катериною Костенко)
| Сезони/Змагання                        | 2007/2008 | 2008/2009 | 2009/2010 |
| -------------------------------------- | --------- | --------- | --------- |
| Зимові Олімпійські ігри                |           |           | 20        |
| Чемпіонати Європи з фігурного катання  | 13        | 18        |           |
| Чемпіонати України з фігурного катання | 2         | 1         | 2         |
| Турніри: «Золотий ковзан Загреба»      |           | 3         |           |
| Турніри: «Coupe de Nice»               |           |           | 3         |
| Турніри: «NRW Trophy»                  |           |           | 5         |
| Зимові Універсіади                     |           | 7         |           |

(с Юлією Горєєвою)
| Сезони/Змагання                                      | 2004/2005 | 2005/2006 |
| ---------------------------------------------------- | --------- | --------- |
| Чемпіонати світу з фігурного катання серед юніорів   | 14        | 11        |
| Чемпіонати України з фігурного катання серед юніорів | 2         |           |
| Етапи юніорського Гран-прі, Естонія                  |           | 4         |
| Турніри: «Український сувенір»                       | 7         |           |

## Виноски
1. ↑  Список офіційної делегації України. Архів оригіналу за 28 січня 2010. Процитовано 12 лютого 2010. [Архівовано 2010-01-28 у Wayback Machine.]